# Harry Markowitz
Harry Max Markowitz, (Chicago, 24 de agosto de 1927-San Diego, 22 de junio de 2023) fue un economista estadounidense. Fue laureado con el Premio del Banco de Suecia en Ciencias Económicas en memoria de Alfred Nobel en 1990.

## Trayectoria
Harry Markowitz nació en el seno de una familia judía, hijo de Morris y Mildred Markowitz. Durante la escuela secundaria, Markowitz desarrolló interés por la física y la filosofía, en particular las ideas de David Hume, un interés que siguió durante sus años de estudiante en la Universidad de Chicago. Después de recibir su B.A., Markowitz decidió continuar sus estudios en la Universidad de Chicago, eligiendo especializarse en economía. Allí tuvo la oportunidad de estudiar con importantes economistas, entre ellos Milton Friedman, Tjalling Koopmans, Jacob Marschak y Leonard Savage. Cuando aún era estudiante, fue invitado a convertirse en miembro de la Comisión Cowles de Investigación en Economía, que se encontraba en Chicago en ese momento.
Markowitz eligió aplicar las matemáticas al análisis del mercado bursátil como tema de su disertación. Jacob Marschak, que era el asesor de tesis, lo alentó a seguir con el tema, señalando que también había sido un interés favorito de Alfred Cowles, el fundador de la Comisión Cowles. Mientras investigaba la comprensión actual de los precios de las acciones, que en ese momento consistía en el modelo de valor presente de John Burr Williams, Markowitz se dio cuenta de que la teoría carecía de un análisis del impacto del riesgo. Esta idea condujo al desarrollo de su teoría fundamental de la asignación de carteras bajo incertidumbre, publicada en 1952 por el Journal of Finance.
En 1952, Harry Markowitz fue a trabajar para la Corporación RAND, donde conoció a George Dantzig. Con la ayuda de Dantzig, Markowitz continuó investigando técnicas de optimización, desarrollando aún más el algoritmo de línea crítica para la identificación de las carteras óptimas de varianza media, confiando en lo que más tarde se denominó la frontera de Markowitz. En 1955, recibió un doctorado de la Universidad de Chicago con una tesis sobre la teoría de la cartera. El tema era tan novedoso que, mientras Markowitz defendía su disertación, Milton Friedman argumentó que su contribución no era económica. Durante 1955-1956 Markowitz pasó un año en la Fundación Cowles, que se había mudado a la Universidad de Yale, por invitación de James Tobin. Publicó el algoritmo de línea crítica en un documento de 1956 y usó su estancia en la fundación para escribir un libro sobre asignación de cartera que se publicó en 1959.
La compañía que se convertiría en CACI International fue fundada por Herb Karr y Harry Markowitz el 17 de julio de 1962 como California Analysis Center, Inc. Ellos ayudaron a desarrollar SIMSCRIPT, el primer lenguaje de programación de simulación, en RAND y después de su lanzamiento al dominio público, fue fundada CACI para proporcionar soporte y capacitación para SIMSCRIPT.
En 1968, Markowitz se unió a la compañía Arbitrage Management fundada por Michael Goodkin. Al trabajar con Paul Samuelson y Robert Merton, creó un fondo de cobertura que representa el primer intento conocido de negociación de arbitraje computarizado. Asumió el cargo de director ejecutivo en 1970. Después de una exitosa carrera como fondo privado de cobertura, AMC fue vendida a Stuart & Co. en 1971. Un año después, Markowitz dejó la compañía. 
En 1989 recibió el Premio de Teoría John von Neumann de la Sociedad de Investigación de Operaciones de América (ahora Instituto de Investigación de Operaciones y Ciencias de la Gestión, INFORMS) por sus contribuciones en la teoría de tres campos: teoría de la cartera; métodos de matriz dispersa; y programación del lenguaje de simulación (SIMSCRIPT). Los métodos de matriz dispersa se usan ahora ampliamente para resolver sistemas muy grandes de ecuaciones simultáneas cuyos coeficientes son en su mayoría cero. SIMSCRIPT se ha utilizado ampliamente para programar simulaciones por computadora de fabricación, transporte y sistemas informáticos, así como juegos de guerra. SIMSCRIPT (I) incluyó el método de asignación de memoria Buddy, que también fue desarrollado por Markowitz.
Markowitz ganó el Premio Nobel Memorial en Ciencias Económicas en 1990 mientras era profesor de finanzas en el Baruch College de la City University de Nueva York. Aunque el tema de las finanzas empresariales ya había sido tratado por otros dos laureados, James Tobin (1981) y Franco Modigliani (1985), el Premio del Banco de Suecia en Ciencias Económicas en memoria de Alfred Nobel de 1990 sorprendió a los economistas estudiosos de la teoría económica pura. Aunque Markowitz, Miller y Sharpe —los tres premiados— eran ampliamente respetados en los ambientes académicos, no se esperaba que su trabajo —notoriamente puntual, dada la amplitud de la ciencia económica— fuese premiado; esto resulta evidente si se analizan los trabajos de los economistas previamente galardonados.
Habría una explicación concreta para que el premio haya sido concedido a la economía financiera (son expresidentes de la Sociedad Estadounidense de Finanzas): el hecho de que los servicios financieros sean actualmente muy importantes en los países desarrollados y que los mercados bursátiles cubran amplios segmentos de ahorristas, lo que es indudablemente un fenómeno nuevo en la década de 1980.
Markowitz ahora divide su tiempo entre la enseñanza (es profesor adjunto en la Rady School of Management de la Universidad de California en San Diego, UCSD); da conferencias de vídeo; y hace consultoría (desde sus oficinas de Harry Markowitz Company). Actualmente es miembro del Consejo Asesor de BPV Capital Management (anteriormente SkyView Investment Advisors), una firma de asesoría de inversiones alternativa y un fondo de fondos de cobertura. Markowitz también es miembro del Comité de Inversiones de LWI Financial Inc. ("Loring Ward"), un asesor de inversiones con sede en San José, California; en el panel asesor de la firma de gestión de inversiones de Robert D. Arnott en Newport Beach, California, Research Affiliates; en el Consejo Asesor de Mark Hebner's Irvine, California y en la firma consultora de inversiones basada en Internet, Index Fund Advisors; y como asesor del Comité de Inversiones de 1st Global, una firma de asesoría de inversiones y gestión de patrimonio con sede en Dallas, Texas. Markowitz asesora y forma parte de la junta directiva de ProbabilityManagement.org, una organización sin fines de lucro 501 (c) fundada por el Dr. Sam L. Savage para remodelar la comunicación y el cálculo de la incertidumbre.

## Selección de cartera. Modelo de Markowitz
- Harry Markowitz publicó en 1952 un artículo titulado Portfolio Selection en el Journal of Finance, en el que estudiaba el proceso de selección de una cartera de inversión. De acuerdo con Markowitz, el proceso de selección de una cartera consta de dos etapas. La primera comienza con la observación y la experiencia, y termina con las expectativas del comportamiento futuro de los valores. La segunda etapa comienza con las expectativas y finaliza con la selección de la cartera. El artículo de Markowitz se ocupa de estudiar la segunda parte del proceso de la selección de una cartera.
- De esta teoría se deriva la Frontera de eficiencia de Markowitz que es el conjunto de carteras que obtienen el retorno esperado más alto para un determinado nivel de riesgo asumido.
- Ambos conceptos fueron fundamentales para el desarrollo del Modelo de fijación de precios de activos de Capital, en inglés Capital Asset Pricing Model o CAPM.
- VIDEO: Cómo armar una cartera según Markowitz (fórmulas y Excel)

### Introducción
Harry Markowitz presentó este modelo en 1952. Consiste en la selección de la cartera de inversiones más eficiente al analizar varias carteras posibles de valores dados. Al elegir valores que no se "mueven" exactamente juntos, el modelo HM muestra a los inversores cómo reducir su riesgo. El modelo HM también se denomina modelo de media varianza debido a que se basa en los rendimientos esperados (media) y la desviación estándar (varianza) de las diversas carteras. Harry Markowitz hizo las siguientes suposiciones al desarrollar el modelo HM:
1. El riesgo de una cartera se basa en la variabilidad de los rendimientos de dicha cartera.
2. Un inversor es reacio al riesgo.
3. Un inversor prefiere aumentar el consumo.
4. La función de utilidad del inversor es convexa y creciente, debido a su aversión al riesgo y preferencia de consumo.
5. El análisis se basa en un modelo de inversión de un solo período.
6. Un inversor maximiza el rendimiento de su cartera para un nivel de riesgo dado o maximiza su rendimiento por el riesgo mínimo.
7. Un inversor es de naturaleza racional.
Para elegir el mejor portafolio entre una cantidad de portafolios posibles, cada uno con diferente rentabilidad y riesgo, se deben tomar dos decisiones por separado:
1. Determinación de un conjunto de carteras eficientes.
2. Selección de la mejor cartera del conjunto eficiente.

### Determinación del conjunto eficiente
Una cartera que ofrece el máximo rendimiento para un riesgo dado, o el riesgo mínimo para un rendimiento dado es una cartera eficiente. Por lo tanto, las carteras se seleccionan de la siguiente manera:
(a) De las carteras que tienen la misma rentabilidad, el inversor preferirá la cartera con menor riesgo, y
(b) A partir de las carteras que tienen el mismo nivel de riesgo, un inversor preferirá la cartera con mayor tasa de rendimiento.

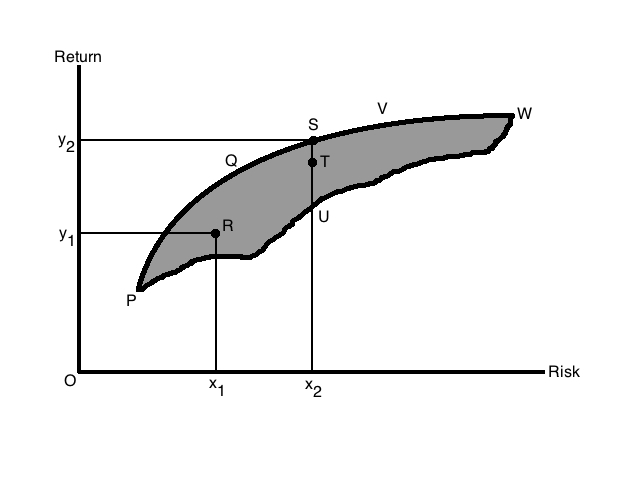
Figura 1: Riesgo-Rendimiento de posibles carteras

Como el inversor es racional, les gustaría obtener un mayor rendimiento. Y como es reacio al riesgo, quiere tener un riesgo menor. En la Figura 1, el área sombreada PVWP incluye todos los valores posibles en los que un inversor puede invertir. Los portafolios eficientes son los que se encuentran en el límite de PQVW. Por ejemplo, en el nivel de riesgo x2, hay tres carteras S, T, U. Pero la cartera S se denomina cartera eficiente, ya que tiene el rendimiento más alto, y2, en comparación con T y U. Todas las carteras que se encuentran en el límite de PQVW son portafolios eficientes para un nivel de riesgo dado.
El límite PQVW se llama frontera eficiente. Todas las carteras que se encuentran debajo de la Frontera Eficiente no son lo suficientemente buenas porque la rentabilidad sería menor para el riesgo dado. Las carteras que se encuentran a la derecha de Efficient Frontier no serían lo suficientemente buenas, ya que existe un mayor riesgo para una tasa de rendimiento dada. Todas las carteras que se encuentran en el límite de PQVW se denominan Carteras Eficientes. La frontera eficiente es la misma para todos los inversores, ya que todos los inversores quieren el máximo rendimiento con el menor riesgo posible y son reacios al riesgo.

### Elegir la mejor cartera
Para la selección de la cartera óptima o la mejor cartera, se analizan las preferencias de riesgo-rendimiento. Un inversor que es muy reacio al riesgo mantendrá una cartera en la esquina inferior izquierda de la frontera, y un inversor que no sea demasiado reacio al riesgo elegirá una cartera en la parte superior de la frontera.

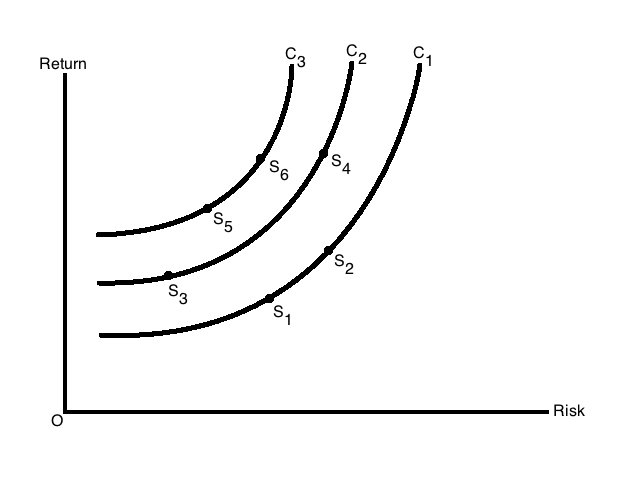
Figura 2: curvas de indiferencia de riesgo-retorno

La Figura 2 muestra la curva de indiferencia de riesgo-rendimiento para los inversores. Se muestran las curvas de indiferencia C1, C2 y C3. Cada uno de los diferentes puntos en una curva de indiferencia particular muestra una combinación diferente de riesgo y rendimiento, que proporcionan la misma satisfacción a los inversores. Cada curva a la izquierda representa una mayor utilidad o satisfacción. El objetivo del inversor sería maximizar su satisfacción moviéndose a una curva que sea más alta. Un inversionista puede tener satisfacción representada por C2, pero si su satisfacción / utilidad aumenta, entonces él / ella pasa a la curva C3. Por lo tanto, en cualquier momento, un inversor será indiferente entre las combinaciones S1 y S2, o S5 y S6.

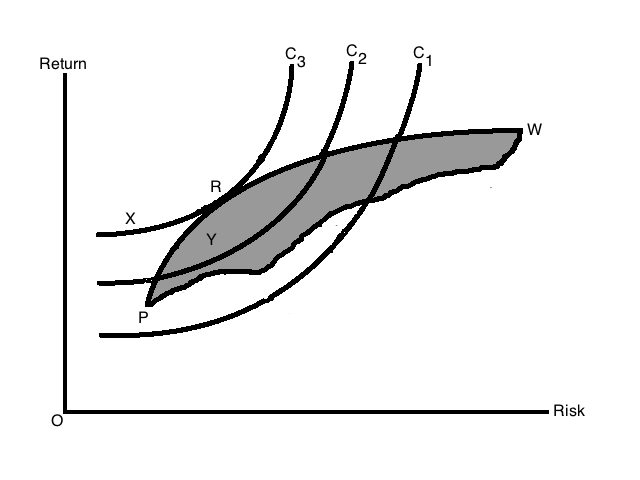
Figura 3: La cartera eficiente

La cartera óptima del inversor se encuentra en el punto de tangencia de la frontera eficiente con la curva de indiferencia. Este punto marca el nivel más alto de satisfacción que el inversor puede obtener. Esto se muestra en la Figura 3. R es el punto donde la frontera eficiente es tangente a la curva de indiferencia C3, y también es una cartera eficiente. Con esta cartera, el inversor obtendrá la mayor satisfacción, así como la mejor combinación de riesgo-rendimiento (una cartera que ofrece el mayor rendimiento posible para una cantidad determinada de riesgo). Cualquier otra cartera, por ejemplo, X, no es la cartera óptima, aunque se encuentra en la misma curva de indiferencia que está fuera de la cartera factible disponible en el mercado. La cartera Y tampoco es óptima, ya que no se encuentra en la mejor curva de indiferencia factible, a pesar de que es una cartera de mercado factible. Otro inversor que tenga otros conjuntos de curvas de indiferencia podría tener una cartera diferente como su cartera mejor / óptima.
Todas las carteras hasta ahora se han evaluado en términos de valores de riesgo solamente, y es posible incluir también valores sin riesgo en una cartera. Una cartera con valores libres de riesgo permitirá a los inversores alcanzar un mayor nivel de satisfacción. Esto se explica en la Figura 4.

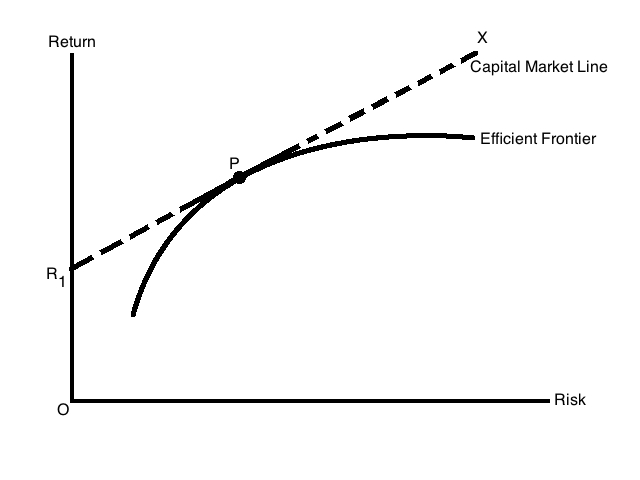
Figura 4: La combinación de valores libres de riesgo con la frontera eficiente y CML

R1 es el rendimiento libre de riesgo, o el rendimiento de los valores del gobierno, ya que se considera que esos valores no tienen ningún riesgo a efectos de modelado. R1PX se dibuja de modo que sea tangente a la frontera eficiente. Cualquier punto en la línea R1PX muestra una combinación de diferentes proporciones de valores libres de riesgo y carteras eficientes. La satisfacción que obtiene un inversionista de las carteras en la línea R1PX es más que la satisfacción obtenida de la cartera P. Todas las combinaciones de carteras a la izquierda de P muestran combinaciones de activos riesgosos y libres de riesgo, y todas las que están a la derecha de P representan compras de activos de riesgo hechos con fondos prestados a la tasa libre de riesgo.
En el caso de que un inversor haya invertido todos sus fondos, se pueden tomar prestados fondos adicionales a una tasa libre de riesgo y se puede obtener una combinación de cartera que se encuentra en R1PX. R1PX se conoce como Capital Market Line (CML). esta línea representa la transacción de riesgo-rendimiento en el mercado de capitales. La CML es una curva de pendiente ascendente, lo que significa que el inversor asumirá un mayor riesgo si el rendimiento de la cartera también es mayor. La cartera P es la cartera más eficiente, ya que depende tanto de CML como de Efficient Frontier, y cada inversor preferiría obtener esta cartera, P. La cartera de P se conoce como la Cartera de Mercado y también es la cartera más diversificada. Consiste en todas las acciones y otros valores en el mercado de capitales.
En el mercado de carteras que consiste en valores con riesgo y libres de riesgo, la CML representa la condición de equilibrio. La línea Capital Market dice que el rendimiento de una cartera es la tasa libre de riesgo más la prima de riesgo. La prima de riesgo es el producto del precio de mercado del riesgo y la cantidad de riesgo, y el riesgo es la desviación estándar de la cartera.